# Aurajoki
Der Aurajoki [ˈɑu̯rɑjɔki] (schwed. Aura å) ist ein Fluss in Südwest-Finnland. Der Fluss entspringt in der Gegend von Oripää und fließt durch Pöytyä, Aura, Lieto und Kaarina nach Turku.
Er gehört mit seinen rund 70 Kilometern Länge eigentlich nicht zu den bedeutendsten Flüssen Südwest-Finnlands, auch die geführte Wassermenge rechtfertigt diese Stellung nicht. Doch erhält er eine herausgehobene Stellung von der an seiner Mündung liegenden Stadt Turku.
Der Name Aura bedeutet im Finnischen Pflug (joki ist das finnische Wort für Fluss). Das gilt als Hinweis darauf, dass in der Gegend um den Fluss die Landwirtschaft in Finnland ihren Ursprung nahm. So wurden an den Ufern des Flusses zahlreiche prähistorische Funde gemacht, die bis in die Eisenzeit (rund 550 vor Christus) zurückreichen. Ältere, steinzeitliche Funde konnten nicht datiert werden.
Die Quellen des Flusses befinden sich in dem lehmigen Hügelland um die Ortschaft Oripää. Aufgrund der geringen Rückhaltemöglichkeiten und des hohen landwirtschaftlichen Nutzungsgrades in seinem Einzugsgebiet schwankt die geführte Wassermenge des Flusses ebenso wie die seiner Zuflüsse jahreszeitlich stark. Während kalter Monate im Winter sowie in trockenen Sommern führt der Fluss am Hallistenkoski, der zweitgrößten und letzten Stromschnelle vor der Mündung, kein Wasser. (Die größte Stromschnelle ist der Nautelankoski auf dem Gebiet der Stadt Lieto.) Zur Schneeschmelze und nach starken Regenfällen kann die Wassermenge auf bis zu 300 m³ pro Sekunde ansteigen, wobei 7 m³ pro Sekunde den Jahresmittelwert darstellen. Der Fluss mündet am Hafen von Turku in das Archipelmeer.
Das Wasser ist durch die Einschwemmung von lehmigem Grund bräunlich gefärbt und zudem stark mit Nährstoffen belastet. Um zu verhindern, dass übermäßig viele Nährstoffe in das Meer gelangen, die dort mitunter für Algenplagen sorgen, sollen in den kommenden Jahren Dämme errichtet werden, so dass sich die Nährstoffe absetzen. Trotz der zwar in den letzten Jahren verbesserten, doch geringen Qualität des Wassers werden über 95 % des Trink- und Brauchwasserbedarfs für die Stadt Turku aus dem Fluss gedeckt.

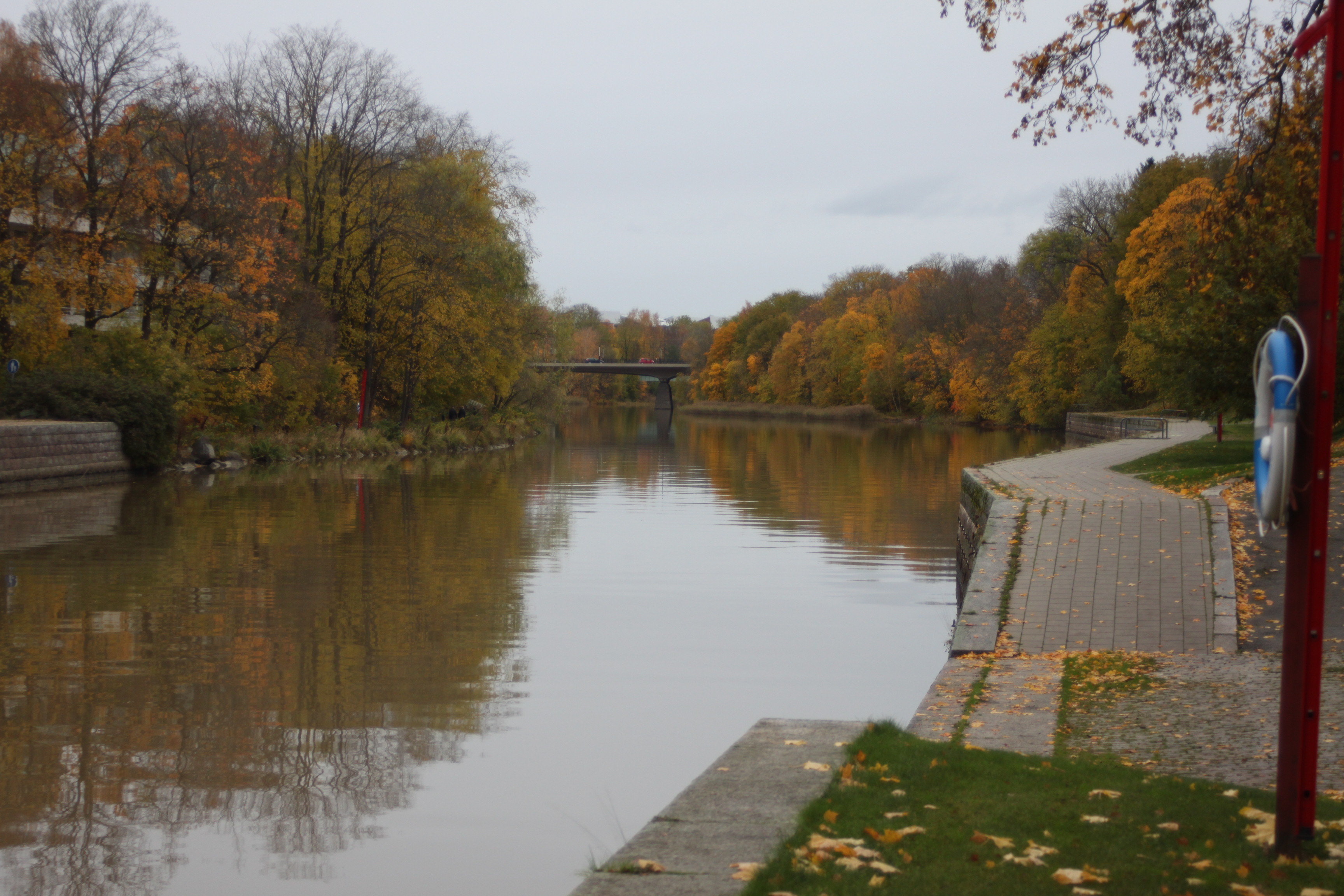
Der Aurajoki 2020

Geographisch ist der Fluss jung und durch die Hebung der finnischen Festlandmassen im Wachsen begriffen. Durch das Wegschmelzen einer rund 3000 m dicken Eisschicht seit der letzten Eiszeit vor rund 10.000 Jahren lastet auf dem Land weniger Gewicht, so dass es sich jährlich mehrere Zentimeter aus dem Meer erhebt.